# Eta Corvi
Désignations
Eta Corvi est une étoile située à environ 59 années-lumière de la Terre dans la constellation du Corbeau.
C'est une naine jaune-blanche de type spectral F2 V. Sa taille est de 20 % supérieure à celle du Soleil, mais sa luminosité est 5 fois supérieure.
Le télescope spatial IRAS a détecté deux disques de débris dans l'orbite de l'étoile. Le premier disque est situé à environ 3.5 ua de son étoile, et le deuxième disque est situé à environ 100 ua.